# Distrikt Vista Alegre (Nasca)
Der Distrikt Vista Alegre liegt in der Provinz Nasca in der Region Ica im Südwesten von Peru. Der Distrikt wurde am 20. September 1984 gegründet. Er besitzt eine Fläche von 535 km². Beim Zensus 2017 wurden 21.605 Einwohner gezählt. Im Jahr 1993 lag die Einwohnerzahl bei 10.239, im Jahr 2007 bei 13.711. Sitz der Distriktverwaltung ist die 585 m hoch gelegene Stadt Vista Alegre mit 18.908 Einwohnern (Stand 2017). Vista Alegre liegt 2 km südsüdwestlich der Provinzhauptstadt Nasca und gehört zu deren Ballungsraum.
Zwei Kilometer südwestlich von Vista Alegre befindet sich der Flughafen Nazca (Aeropuerto María Reiche Neuman). 15 Kilometer südlich von Vista Alegre befindet sich am Südufer des Río Poroma der Friedhof Chauchilla, ein Begräbnisplatz der Nazca-Kultur.

## Geographische Lage
Der Distrikt Vista Alegre erstreckt sich über den zentralen Osten der Provinz Nasca. Die südliche Distriktgrenze verläuft nahe dem 15. südlichen Breitengrad. Die Nationalstraße 1S (Panamericana) von Palpa nach Yauca verläuft überwiegend entlang der westlichen Distriktgrenze. Das Areal wird von den Ausläufern der peruanischen Westkordillere durchzogen. Die Landschaft ist größtenteils wüstenhaft.
Der Distrikt Vista Alegre grenzt im Westen und im Norden an den Distrikt Nasca, im Osten an die Distrikte Leoncio Prado und Santa Lucía (beide in der Provinz Lucanas) sowie im Süden an den Distrikt Marcona.